# Élection présidentielle cap-verdienne de 2016
L’élection présidentielle cap-verdienne de 2016 a lieu le 2 octobre 2016 afin d'élire pour cinq ans le Président du Cap-Vert. 
Le président sortant, Jorge Carlos Fonseca, est réélu pour un second mandat dès le premier tour avec 74 % des voix, .

## Système électoral
Le Président de la République du Cap-Vert est élu au scrutin uninominal majoritaire à deux tours pour un mandat de 5 ans. Depuis l'amendement constitutionnel du 3 mai 2010, le nombre de mandat n'est plus illimité, mais renouvelable une seule fois de manière consécutive. Un président ayant déjà accomplis deux mandats consécutifs doit ainsi attendre un minimum de cinq ans pour se représenter à une élection présidentielle. Cette durée est portée à dix ans en cas de démission, et à vie en cas de haute trahison.
Les candidats doivent être cap-verdiens de naissance, ne pas avoir d'autres nationalités, être âgés de plus de 35 ans et avoir résidé au Cap-Vert les trois années précédant l'élection. En accord avec la constitution, un candidat occupant le poste de président, de procureur général ou de chef d'état major des armées suspend l'exercice de ses fonctions à partir de l'annonce de sa candidature. Da,s le cas d'un président sortant, l'intérim est exercé par le président de l'assemblée nationale.
Le Cap-Vert a pour particularité d'autoriser le vote des citoyens vivant à l'étranger, mais de limiter le total de leur suffrages à un cinquième du total des suffrages des cap-verdien vivant sur le territoire national. Si le total dépasse ce seuil, il est converti en un nombre égal au seuil de telle sorte que les suffrages des candidats restent égaux en proportion.

## Résultats
|                          | Jorge Carlos Fonseca     | MPD                      | 93 010  | 74,09 |  |  |
|                          | Albertino Graça          | Indépendant              | 28 256  | 22,51 |  |  |
|                          | Joaquim Monteiro         | Indépendant              | 4 278   | 3,41  |  |  |
|                          |                          |                          |         |       |  |  |
| Votes valides            | Votes valides            | Votes valides            | 125 544 | 97,99 |  |  |
| Votes blancs et nuls     | Votes blancs et nuls     | Votes blancs et nuls     | 2 573   | 2,01  |  |  |
| Total                    | Total                    | Total                    | 128 117 | 100   |  |  |
| Abstention               | Abstention               | Abstention               | 233 104 | 64,53 |  |  |
| Inscrits / participation | Inscrits / participation | Inscrits / participation | 361 221 | 35,47 |  |  |